# Campos
Campos jsou travnaté plochy ve vnitrozemí Brazílie. Vznikají v sousedství deštných pralesů na trvale zamokřených nebo naopak dlouhodobě vyschlých půdách. Lze je charakterizovat jako tropické stepi nebo savany. Vlivem odlesňování se plocha campos neustále zmenšuje. Za posledních 8 let, se zmenšila o 300km².